# Данијел Глира
Данијел Глира (итал. Daniel Glira — Сан Кандидо, 25. март 1994) професионални је италијански хокејаш на леду који игра на позицији одбрамбеног играча. 
Члан је сениорске репрезентације Италије за коју је дебитовао на светском првенству 2017. године. 